# Aleš Erjavec
Aleš Erjavec, slovenski filozof, * 30. september 1951, Ljubljana. Diplomiral je iz filozofije in sociologije na Filozofski fakulteti Univerze v Ljubljani leta 1987. Aleš Erjavec se v znanstveno-raziskovalnem delu ukvarja predvsem z estetiko kot filozofsko disciplino ter teorijo sodobne umetnosti in izvorne kulture.

## Življenjepis
Strokovno se je izpopolnjeval v ZDA med letoma 1993 in 1994. Leta 1978 se je zaposlil na Filozofskem inštitutu SAZU ter leta 2000 postal redni profesor za estetiko na FF v Ljubljani. V letih 1984 in 1999 je bil predsednik Slovenskega društva za estetiko in od 1998 do 2001 Mednarodnega združenja za estetiko.
Aleš Erjavec je član Slovenskega društva za estetiko (predsednik od ustanovitve 1983 do 1999 in 2005-2011). Je častni član Associazione Italiana per gli Studi di Estetica od leta 1998, predsednik mednarodnega združenja za estetiko in član izvršnega odbora le-tega
Imel je tudi številne štipendije, kot so: Kidričeva štipendija za magistrski študij, Fulbrightova postdoktorska raziskovalna štipendija, C.N.R.S,…
Bil je gostujoči profesor na Poljskem, v Uppsali, Južni Afriki, Hong Kongu, Nottinghamu, Santa Cruzu (ZDA), Braziliji, Češkem, Čilu, Danskem, Filipinih, Finskem, Franciji, Grčiji, Indiji, Iranu in v mnogih drugih državah.
Erjavec je bil redni profesor estetike na ljubljanski Univerzi in predavatelj na oddelku za kulturne študije Univerze na Primorskem (Fakulteta za humanistične študije Koper), prav tako pa tudi v tujini, na Univerzah Shanghai Jiao Tong med letoma 2012-2015, kjer je predaval kot profesor estetike. Od leta 2016 predava na Zheijangski univerzi.

## Filozofski pogledi
V svojih deli opisuje politični parket v danem časovnem obdobju in nato vplive političnih dejavnosti na umetnika, pojem umetnosti in estetike.
Njegovo delo, z angleškim naslovom: "Art and the Politics of Representation in Eastern Europe from a Global Perspective", nam poda primer takšne povezave politike in umetnosti. Okoli leta 1989, se je v državah bivšega sovjetskega bloka prebudila neka regionalna zavest, in tako so razglasile, da pripadajo novi "vzhodni Evropi". Med tem časom je umetnost služila kot nadomestek drugih virov hitre rasti nacionalne kulture. Zato je leta 1932 kritik Josip Vidmar v knjigi Kulturni problem Slovenstva zapisal, ker da Slovenija ne more pustiti vtisa v Evropi kot ekonomska velesila itd., lahko postane vidna skozi kulturo in umetnost, in tako preobrazi Ljubljano v nove Atene ali Firence.
V svoji knjigi Ideologija in umetnost modernizma (1988) je kot eno ključnih ugotovitev zapisal: "Obdobje modernistične umetnosti je hkrati tudi obdobje največje in najintenzivnejše ideologizacije moderne družbe". Ta trditev se je pred dvema desetletjema zdela paradoksna, vendar se je medtem izkazalo, da je modernistična umetnost (sreda 19. stol. do druga pol. 20. stol.), ki naj bi kot cilj umetnosti imela izključno lepoto, tudi ko je šlo za njeno avtonomizacijo in navsezadnje institucionalizacijo, povezana s politiko.
V knjigi Estetika in politika modernizma (2009) na primerih pokaže resničnost zgornje misli. Eden od primerov, je politično gledališče Ljubiše Ristića, ki se začne leta 1980 s predstavo Missa in a minor, ki temelji na kratki zgodbici Grobnica za Borisa Davidovića srbskega pisatelja Danila Kiša (1938-1989). V predstavi je spremenil zgodbo o ruskem revolucionarju, ki je svoje življenje končal v gulagu. Spremljal ga je od mladosti do mednarodnih dogodivščin, bodisi osebnih ali političnih, do njegovega konca v gulagu, ob grozečem vzdušju stalinističnih čistk. Kariera Borisa Davidoviča je dobila mitske razsežnosti – gledalcem Ristićeve predstave so ob koncu delili fiktivne časopise, katerih naslovnice so najavljale, da je bil Boris Davidovič pred kratkim viden nekje v Moskvi. V zaključku knjige se dotakne popularne kulture, za katero bi bil po njegovem bolj primeren izraz umetnost, saj vnaša estetsko novost in/ali politični upor. Vedno so obstajale oblike kulture, ki niso bile politično udarne ali estetsko provokativno nove. Zlasti v postmodernističnem obdobju se je izoblikovala miselnost, da sta prav to ključni sestavini umetnosti.